# Раґнгільд Гвеґер
Раґнгільд Гвеґер (дан. Ragnhild Hveger, 10 грудня 1920 — 1 грудня 2011) — данська плавчиня.
Призерка Олімпійських Ігор 1936 року, учасниця 1952 року.
Чемпіонка Європи з водних видів спорту 1938 року.